# Internationaler Calvó-Armengol-Preis
Der Internationale Calvó-Armengol-Preis (englisch: Calvó-Armengol International Prize in Economics) ist eine seit 2010 im zweijährigen Turnus vergebene Auszeichnung zur Förderung junger Wissenschaftler unter 40 Jahren im Bereich der Wirtschaftswissenschaften.
Der Preis wird von der Barcelona School of Economis (BSE) und der Regierung von Andorra ausgelobt und ist nach dem im Alter von 37 Jahren verstorbenen andorranischen Wirtschaftswissenschaftler Antoni Calvó-Armengol benannt, der Professor an der Autonomen Universität Barcelona war. Er ist mit einem Preisgeld von 30.000 Euro dotiert. Sechs der acht bisherigen Preisträger wurden zudem mit der John Bates Clark Medal ausgezeichnet (Stand: 2025). Die Preisträgerin von 2010, Esther Duflo, erhielt 2019 den Wirtschaftsnobelpreis.
Die Preisverleihung findet in Andorra statt, zudem hält der Ausgezeichnete eine Vorlesung an der Universität.

## Preisträger
| Jahr | Preisträger         | Institution                                      | John Bates Clark Medal |
| ---- | ------------------- | ------------------------------------------------ | ---------------------- |
| 2010 | Esther Duflo        | Massachusetts Institute of Technology            | 2010                   |
| 2012 | Roland Fryer        | Harvard University                               | 2015                   |
| 2014 | Raj Chetty          | Harvard University                               | 2013                   |
| 2016 | Matthew Gentzkow    | Stanford University                              | 2014                   |
| 2018 | Melissa Dell        | Harvard University                               | 2020                   |
| 2020 | Benjamin Golub      | Harvard University                               |                        |
| 2022 | Stefanie Stantcheva | Harvard University                               | 2025                   |
| 2024 | Benjamin Moll       | London School of Economics and Political Science |                        |